# Фонте Натале (Пескара)
Фонте Натале (итал. Fonte Natale) је насеље у Италији у округу Пескара, региону Абруцо.
Према процени из 2011. у насељу је живело 34 становника. Насеље се налази на надморској висини од 520 м.